# Sergio Gallo
Sergio Gallo (Mondragone, 13 agosto 1964) è un militare italiano, appuntato scelto dell'Arma dei Carabinieri, insignito di Medaglia d'Oro al Valor Civile.

## Biografia
In forza al Nucleo operativo radiomobile di Chiari. La mattina del 29 marzo 2000 in servizio di pattuglia con il vicebrigadiere Mariano Machì, intervenne nel corso di una rapina presso una banca a Chiari ingaggiando uno scontro a fuoco con i rapinatori, che permise di trarre in salvo un ostaggio.
Il reparto di appartenenza dei militari dell'Arma pochi giorni prima, il 7 marzo, aveva subito la perdita del Carabiniere Scelto Massimo Urbano, vittima di un incidente stradale avvenuto durante un inseguimento di autovetture sospette che avevano forzato un posto di blocco.
Il 4 giugno 2001 il Presidente della repubblica Carlo Azeglio Ciampi ha conferito la Medaglia d'Oro al Valor Civile all'appuntato scelto Gallo.